# Voyager - Ai confini della conoscenza (DVD)
Voyager - Ai confini della conoscenza (DVD Collection) è una collana di DVD della casa editrice italiana De Agostini distribuita in edicola nel 2007. Ripropone in 50 uscite il meglio dell'omonima trasmissione di Rai2 e in alcune uscite materiale mai trattato in TV.
La collana fa parte del merchandising legato alla trasmissione Voyager che tra il 2003 ed il 2018 ha riscosso un notevole successo di pubblico permettendo il fiorire di libri, riviste e. appunto, questa collana di DVD legati al tema di presunti misteri insoluti (archeologia misteriosa, ufologia, paranormale, e alle pseudoscienze in generale)
Presentata da Roberto Giacobbo la pubblicazione avveniva settimanalmente di martedì al prezzo di 9,90 euro.
Inizialmente messa in commercio con 30 uscite è stata successivamente ampliata di altri 20 titoli.
Oltre al DVD in allegato si trovava anche un fascicolo illustrativo che presentava il tema della settimana.
| N° | Titolo                                         | Data distribuzione in edicola | Trasmissione Rai 2            |
| -- | ---------------------------------------------- | ----------------------------- | ----------------------------- |
| 1  | I TEMPLARI                                     |                               | 14 ottobre 2003               |
| 2  | PIRAMIDI, IL CIELO SULLA TERRA                 |                               | 12 luglio 2005                |
| 3  | I CERCHI NEL GRANO                             |                               | 21 settembre 2004             |
| 4  | UFO, LUCI NEL CIELO                            |                               | varie date                    |
| 5  | IL BAMBINO CHE VISSE DUE VOLTE                 |                               | 15 ottobre 2007               |
| 6  | RENNES LE CHATEAU                              |                               | 24 giugno 2003                |
| 7  | ISOLA DI PASQUA, UN'ANTICA CIVILTÀ             |                               | 17 e 24 aprile 2006           |
| 8  | CHEOPE: NEL CUORE DELLA PIRAMIDE               |                               | 4 novembre 2003 e altre date  |
| 9  | LA PROFEZIA DEL 2012                           |                               | 12 novembre 2007 e altre date |
| 10 | VOCI DALLO SPAZIO: I FRATELLI JUDICA CORDIGLIA |                               | 22 ottobre 2007               |
| 11 | WASHINGTON ESOTERICA                           |                               | inedita                       |
| 12 | CHUPACABRAS: LA LEGGENDA DIVENTA REALTÀ        |                               | inedita                       |
| 13 | LA VERGINE NERA                                |                               | inedita                       |
| 14 | UFO IN MESSICO                                 |                               | 23 febbraio 2005              |
| 15 | LA NOTTE DEI FARAONI                           |                               | 25 dicembre 2007              |
| 16 | FANTASMI: I VOLTI DI BELMEZ                    |                               | 5 giugno 2006                 |
| 17 | IL CAMMINO DI ATLANTIDE                        |                               | varie date                    |
| 18 | L'UOMO SULLA LUNA                              |                               | 5 marzo 2008                  |
| 19 | LE MISTERIOSE PIRAMIDI DELLA BOSNIA            |                               | inedita                       |
| 20 | CITTÀ MAGICHE: TORINO E BARCELLONA             |                               | inedita                       |
| 21 | JOHN TITOR: L'UOMO VENUTO DAL FUTURO           |                               | 19 maggio 2008                |
| 22 | NAZCA: LE LINEE DEL MISTERO                    |                               | 12 marzo 2008                 |
| 23 | IL MISTERO DELLE SCIE CHIMICHE                 |                               | 19 marzo 2008                 |
| 24 | LE CIVILTÀ DELLE STELLE                        |                               | inedita                       |
| 25 | ANTICHI GIGANTI                                |                               | 5 maggio 2008                 |
| 26 | TEMPLARI IN ITALIA                             |                               | 12 maggio 2008                |
| 27 | LA SINDROME DEGLI ANTENATI                     |                               | 5 maggio 2008                 |
| 28 | DANTE IN ISLANDA                               |                               | 11 dicembre 2006              |
| 29 | MACHU PICCHU: LA CITTÀ PERDUTA                 |                               | 24 settembre 2008             |
| 30 | LA PROFEZIA DELLE API                          |                               | inedita                       |
| 31 | LO ZED: IL SEGRETO DELLA PIRAMIDE              |                               | 23 aprile 2007                |
| 32 | NAZISMO ESOTERICO                              |                               | 16 febbraio 2005              |
| 33 | FRANKENSTEIN                                   |                               | 16 aprile 2008                |
| 34 | NIKOLA TESLA: IL GENIO DIMENTICATO             |                               | 29 ottobre 2008               |
| 35 | LE MUMMIE DEL GRAND CANYON                     |                               | 8 ottobre 2008                |
| 36 | SIMBOLI MAYA E CERCHI NEL GRANO                |                               | 21 settembre 2004             |
| 37 | DEJA VU: ESPERIENZE VISSUTE                    |                               | inedita                       |
| 38 | OMERO: L'UOMO VENUTO DAI GHIACCI               |                               | 19 novembre 2008              |
| 39 | UN MISTERO NELL'ACQUA                          |                               | inedita                       |
| 40 | UFO IN SUDAMERICA                              |                               | inedita                       |
| 41 | OAK ISLAND: IL TESORO DEI TEMPLARI             |                               | 14 ottobre 2003               |
| 42 | 1978: ATTACCO ALLA TERRA                       |                               | inedita                       |
| 43 | ANTICHE SPIRALI                                |                               | inedita                       |
| 44 | IL MISTERO DELLA SANTA CASA                    |                               | inedita                       |
| 45 | REMOTE VIEWING                                 |                               | inedita                       |
| 46 | IL CRONOGRAFO SOLARE                           |                               | inedita                       |
| 47 | IL POPOLO DEI SOGNI                            |                               | inedita                       |
| 48 | IL SUDARIO DI OVIEDO                           |                               | 18 marzo 2009                 |
| 49 | PRAGA MAGICA                                   |                               | 2 novembre 2009               |
| 50 | BENDANDI L'UOMO DEI TERREMOTI                  |                               | inedita                       |